# Miranda (bokserie)
Miranda är huvudpersonen i en bokserie skriven av Kerstin Sundh 1987-1993. Böckerna är från början utgivna av Rabén & Sjögren förlag och kom i nyutgåva av Modernista förlag 2008.
Serien som innehåller åtta böcker handlar om den i första boken 11-åriga flickan Miranda som växer upp i fattigkvarteren Åsbacken i Filipstad under 1920-talet. Miranda bor med sin Mamma och äldre bror i en liten stuga, och ofta känner hon att hennes bror, Otto, blir favoriserad av deras mor. Någon pappa har de aldrig sett till trots att de vet att alla barn måste ha en sådan. Mamman tar tillfälliga arbeten och för pengarna köper hon ibland mat, men för det mesta brännvin.

## Böckerna i serien
- Miranda och pärlhalsbandet (1987)
- Miranda och den blå skålen (1988)
- Miranda och den underbara tavlan (1989)
- Miranda och breven (1989)
- Miranda och havet (1990)
- Miranda och det märkvärdiga skåpet (1991)
- Miranda och kärleken (1992)
- Miranda och friheten (1993)